# Route nationale 6 (Luxemburg)
Die Route nationale 6 (Kurzbezeichnung N6) ist eine als Nationalstraße klassifizierte Hauptverkehrsader mit einer Gesamtlänge von 17,7 km, die aus Luxemburg (Stadt) kommend in Richtung belgische Grenze bei Arlon verläuft. Im Volksmund und in den Verkehrsmeldungen wird sie aus historischer Überlieferung als „Areler Strooss“ bezeichnet.

## Straßenverlauf
Sie beginnt in der Luxemburger Innenstadt (Oberstadt) an der Kreuzung Bvd. Royal/Grand Rue (kreuzt dort mit der N7) bis nach Steinfort an der belgischen Grenze, wo sie nahtlos in die belgische Nationalstraße 4 am Grenzübergang übergeht.
Auf den ersten Metern verläuft sie als „Ave. Émile-Reuter“, die frühere Arsenalstraße, im weiteren Verlauf als „Route d'Arlon“, mit Ausnahme eines kurzen Abschnitts von einem Kilometer innerhalb Steinforts (von der Kreuzung der „Rue Randlingen“ bis „Rue de Hobscheid“) ist sie die „Rue de Luxembourg“.
Sie ist auf dem gesamten Verlauf Teil der an die Befreiung Luxemburgs nach dem Zweiten Weltkrieg erinnernden historischen „Voie de la Liberté“.

## Historische Entwicklung
- Die historische Straße Luxemburg - Steinfurt besteht seit 1843. Daher rührt auch heute noch die Bezeichnung „Areler Strooss“ , die ein Teil der  früheren belgischen Grande route de deuxième classe Nr. 3, die von Brüssel bis nach Trier verlief;
- In den 1950er Jahren ist die Europastraße E9 (Amsterdam – Genua) von Arlon nach Steinfort als Trasse der N6 bis in die Hauptstadt des Großherzogtums geführt[1] worden. Von dort aus verlief sie weiter in Richtung Frisigen - Thionville;
- per Umklassifierzungsgesetz von 1958[2] wurden die frühere CR Route nationale 13 (Luxemburg) (Luxemburg-Kockelscheier-Bettemburg-Düdelingen) und CR Route nationale 13 (Luxemburg) (Dudelange - Keelen - Esch/Alzette) zur Nationalstraße 6 hochgestuft;
- um 1970 herum ist die Strecke von E9 auf Europastraße 25 umbetitelt worden. Ungefähr um diese Zeit wurde die Straße in Abschnitt Wandhaff gut 110 m nach Süden verlegt und eine Kreuzung mit der N Route nationale 13 (Luxemburg) geschaffen. Ende der 1990er Jahre war diese Kreuzung dem Verkehrsaufkommen nicht mehr gewachsen und wurde durch einen großen Kreisverkehr ersetzt;
- mit Inbetriebnahme der Autoroute 6 (Luxemburg) Ende der 1970er Jahre/Eingangs der 1980er Jahre verläuft die E25 nicht mehr über die N6, sondern über die neu gebaute Autobahn;
- per Gesetz vom 15. Dezember 2021 über die Reklassifizierung vom Luxemburger Straßennetz ist im Bereich der Gemeinde Capellen ein Teil von 793 m Länge in eine Gemeindestraße herabgestuft worden[3].

## Bildergalerie

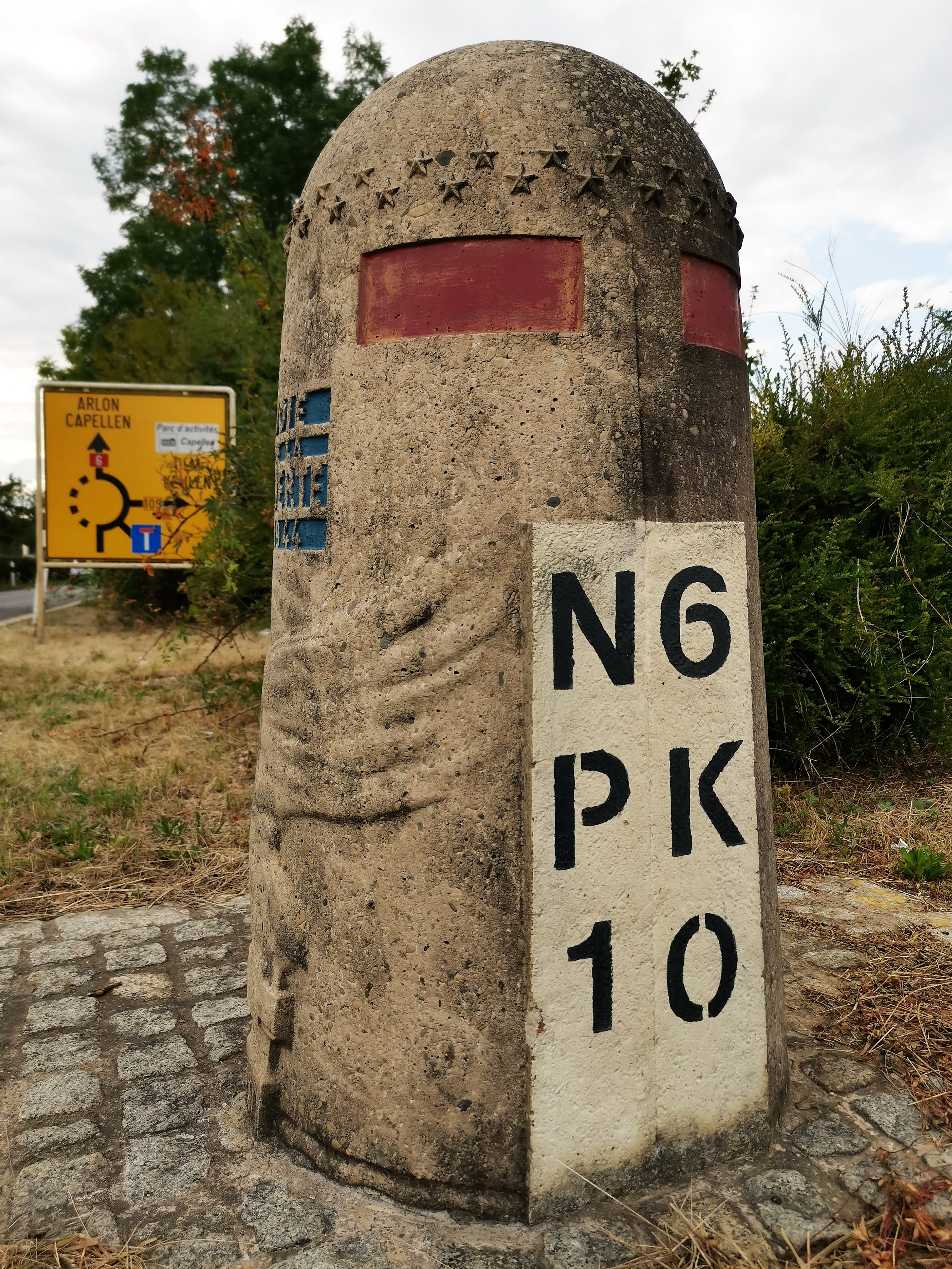
Historischer Stundenstein bei Kilometer 10
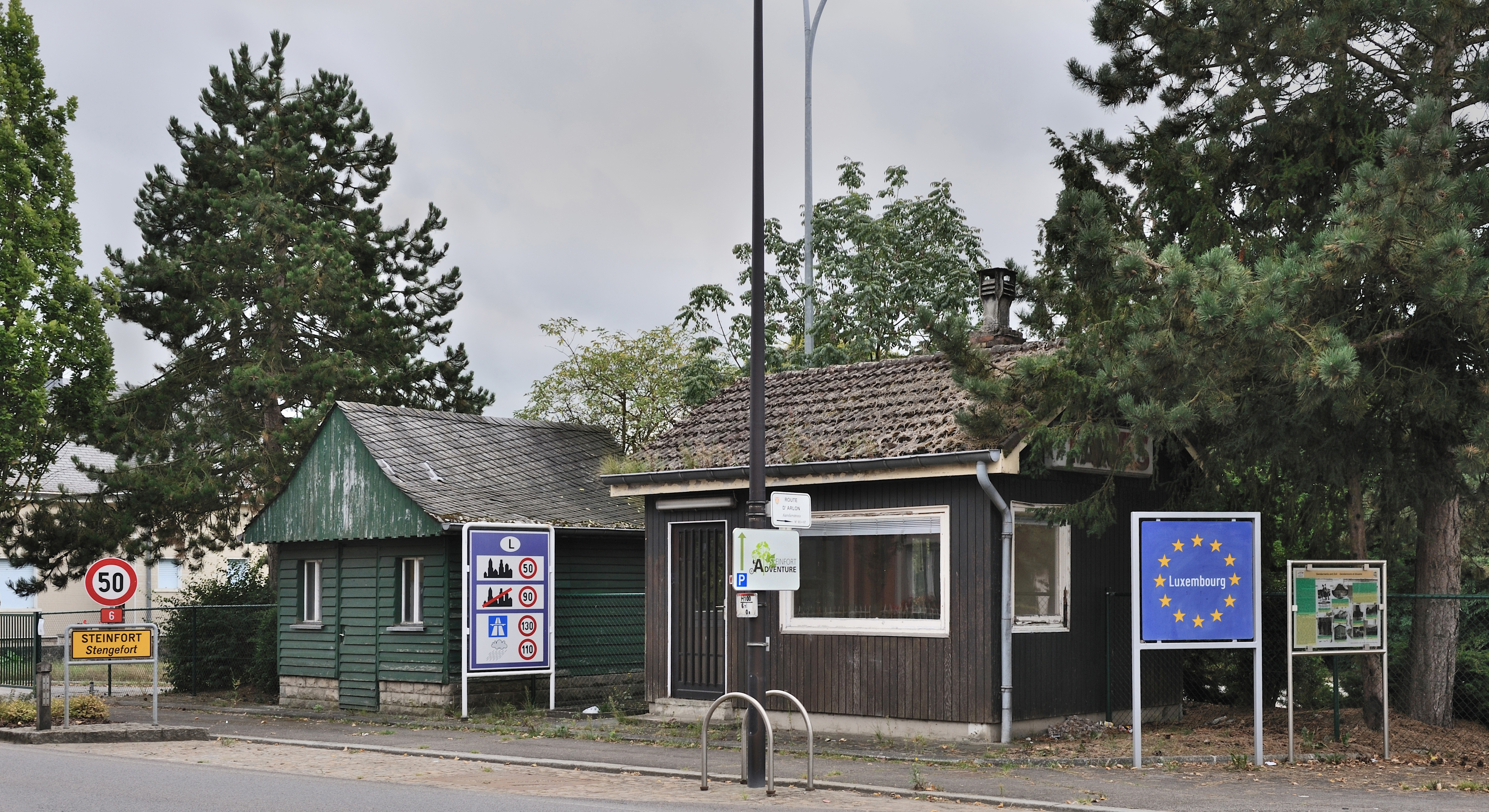
Alter Zoll-Kontrollpunkt direkt an der Grenze
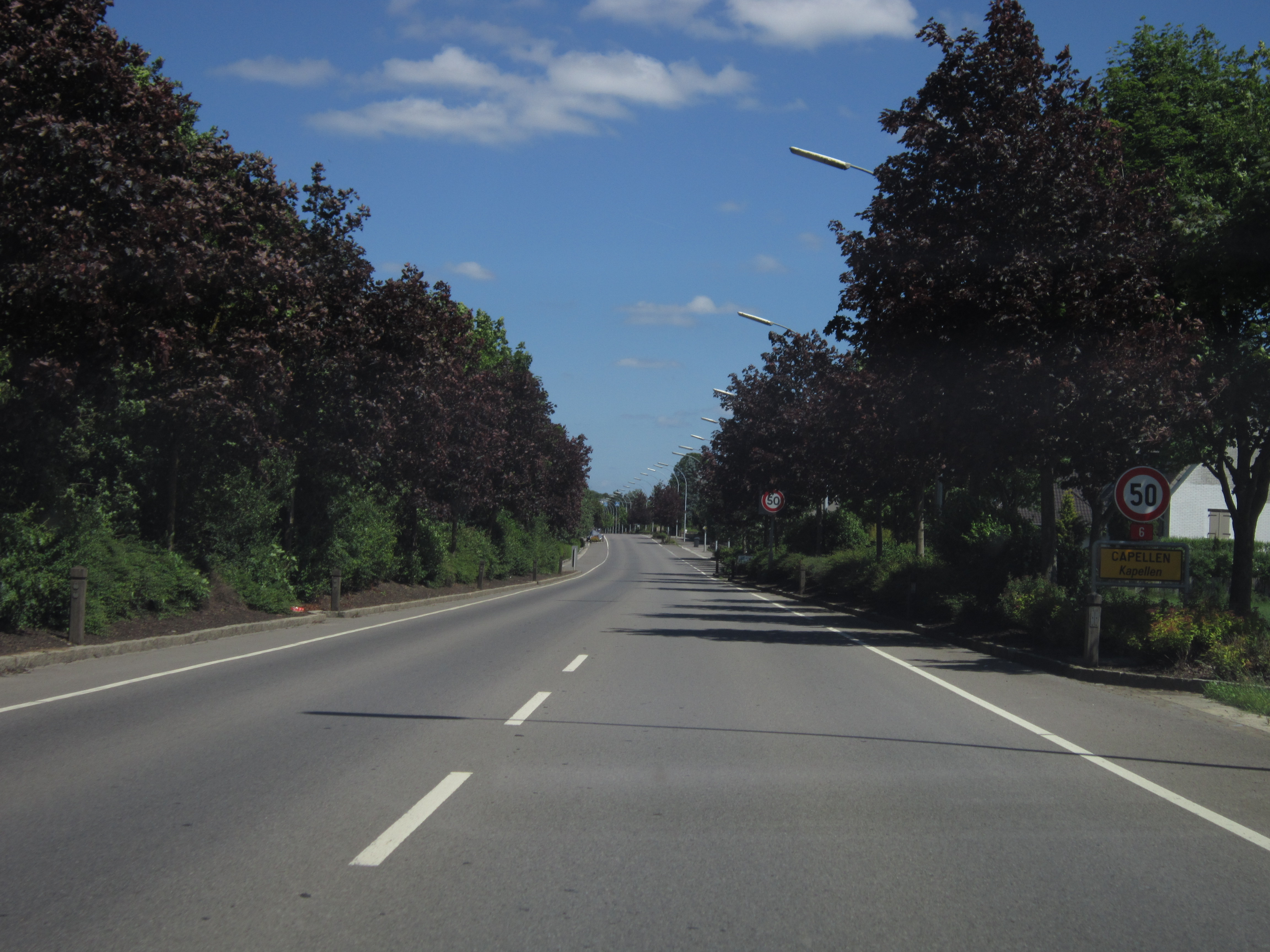
Die N6 bei Mamer-Capellen
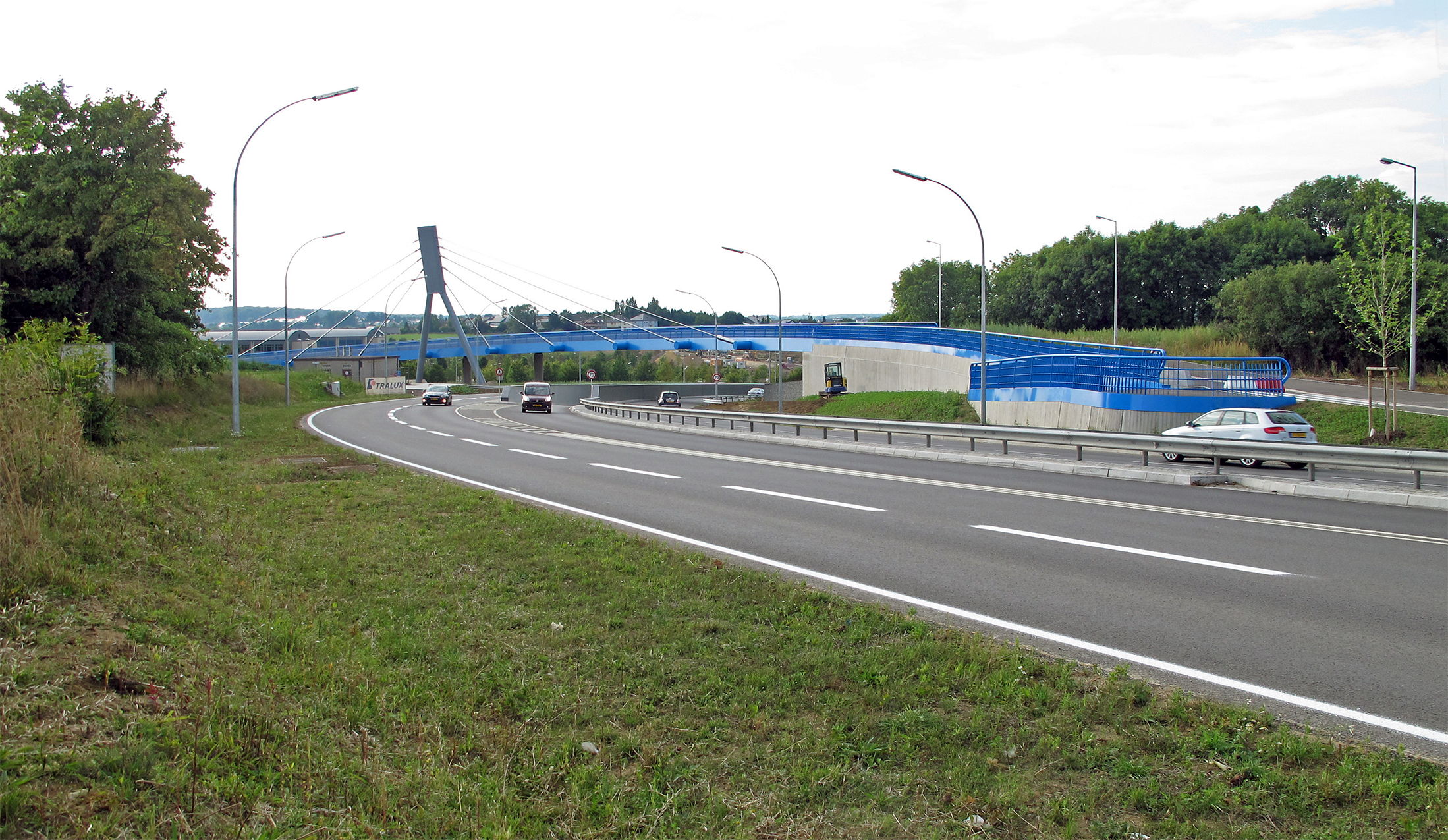
Autobahn-Zugang bei Bartringen
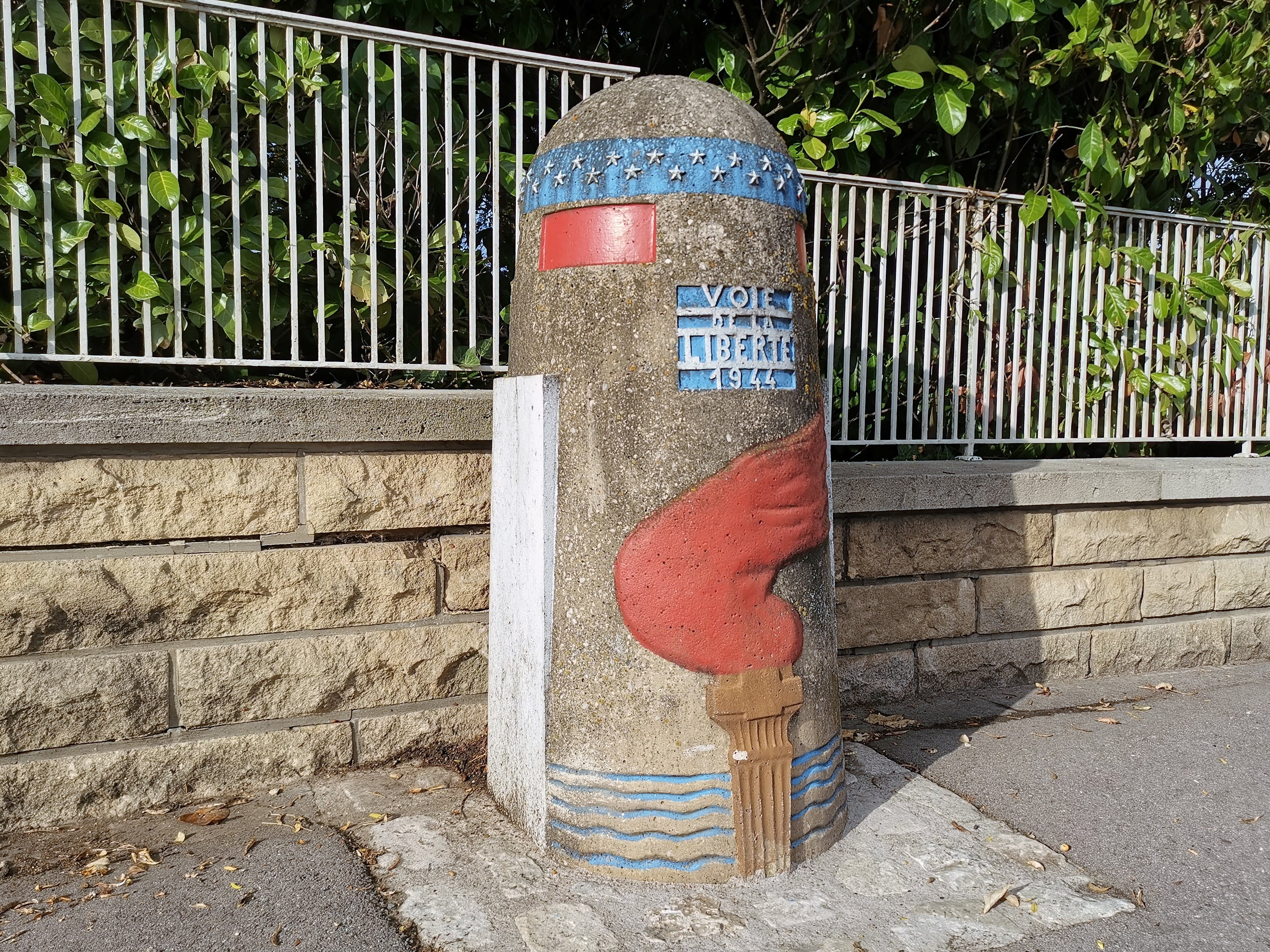
Denkmal Voie de la Liberté in Strassen